# هالی آیرد
هالی آیرد (انگلیسی: Holly Aird؛ زادهٔ ۱۸ مهٔ ۱۹۶۹) هنرپیشه اهل بریتانیا است.
وی بازیگر فیلم‌هایی همچون بزه، تئوری پرواز، صحنه‌های یک ماهیت جنسی و تسخیر بوده‌است.